# Asteriscium famatinense
Asteriscium famatinense är en flockblommig växtart som beskrevs av Georg Hans Emmo Emo Wolfgang Hieronymus och H.Wolff. Asteriscium famatinense ingår i släktet Asteriscium och familjen flockblommiga växter. Inga underarter finns listade i Catalogue of Life.